# Chiesa di San Nicolò (Coccau)
La chiesa di San Nicolò Vescovo si trova a Coccau, frazione di Tarvisio, in provincia ed arcidiocesi di Udine; fa parte della forania della Montagna.

## Storia

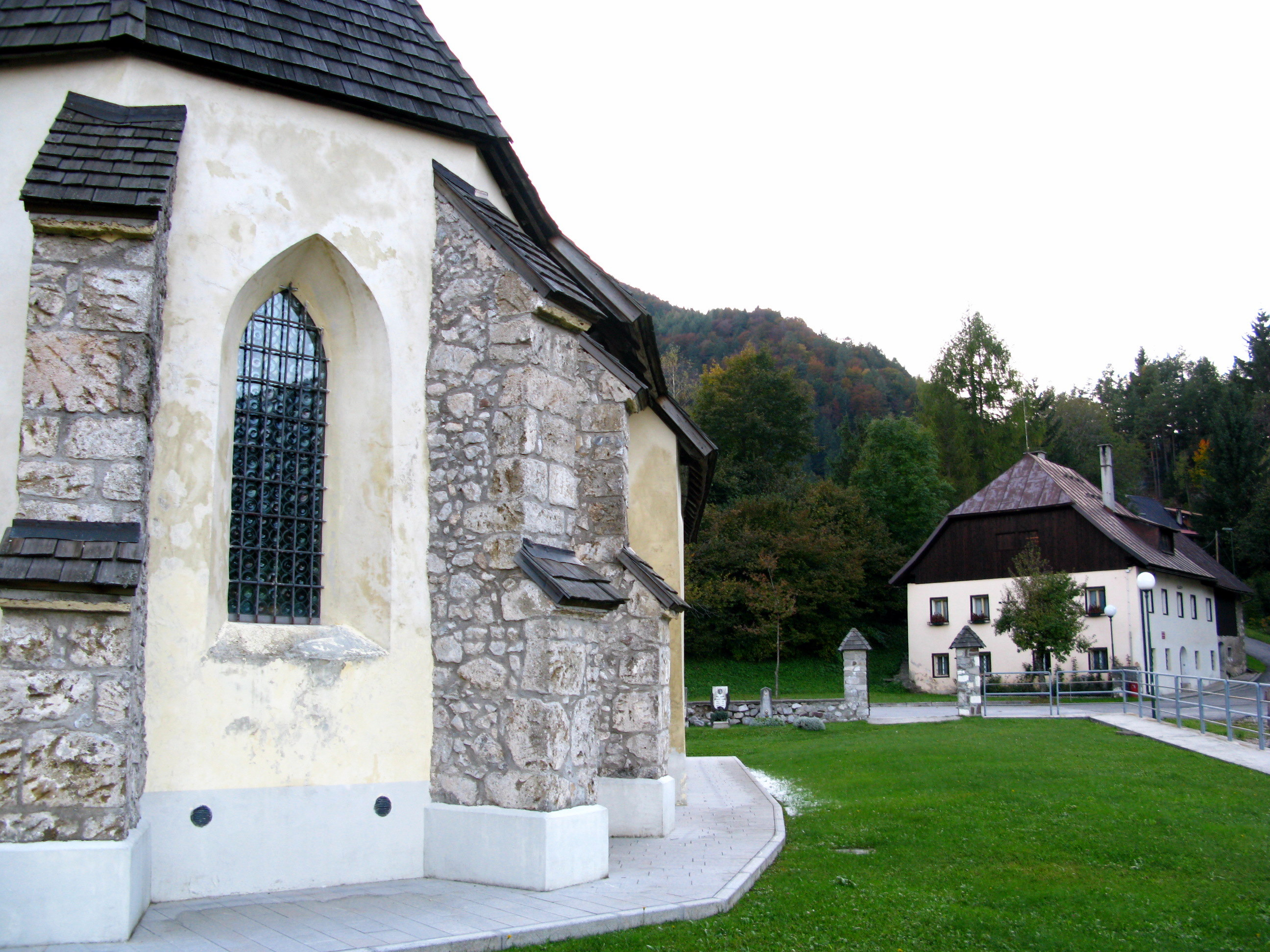
Parte dell'abside della chiesetta

Si narra che nell'anno 815 un viandante, tale Nicolò Koggau, fu sorpreso da due banditi nel luogo dove ora sorge la chiesetta e subito fece voto di costruire lì una cappella se fosse riuscito a proseguire felicemente il viaggio.
L'originaria cappella venne sostituita da una nuova chiesa all'inizio del XII secolo. Questo edificio fu ampliato o ricostruito nel corso del XIV secolo e, intorno al 1450, venne edificata l'abside.
Il 20 febbraio 1932, in seguito alla bolla Quo Christi fideles di papa Pio XI, l'intero decanato di Tarvisio, al quale questa chiesa apparteneva, fu ceduto dalla diocesi di Gurk all'arcidiocesi di Udine.
In seguito al terremoto del Friuli del 1976, la chiesa fu restaurata.